# 朴在慶
朴 在慶（パク・チェギョン、박재경、1933年6月10日 - ）は、朝鮮民主主義人民共和国の軍人・政治家。朝鮮人民軍大将。朝鮮反帝闘士老兵委員会委員長。なお、朴在慶は主に韓国で使用されている漢字表記であり、朝鮮中央通信では朴在京と表記している。

## 来歴
咸鏡北道に生まれ、金日成軍事総合大学を卒業した。1985年2月少将・総政治局宣伝部長。1989年第4軍団政治委員。1993年中将、1994年6月には上将、同年9月総政治局宣伝扇動担当副局長、1997年2月大将、2007年人民武力部対外事業担当副部長。
金正日の現地指導に頻繁に随行する最側近の一人とされ、軍内での金正日とその夫人高英姫の偶像化に邁進した。金正日の死後、高英姫の息子である金正恩が権力を継承すると、2012年総政治局宣伝扇動担当副局長に復帰した。
1993年12月朝鮮労働党中央委員会候補委員（補選）、1995年8月候補委員、2010年9月委員。
1998年9月最高人民会議第10期代議員、2003年9月第11期代議員、2009年4月第12期代議員。金日成・呉振宇・延亨黙・朴成哲・趙明禄・金正日・李乙雪の国家葬儀委員会委員。2018年8月に朝鮮反帝闘士老兵委員会副委員長に任命され、2019年5月に同委員会委員長に昇進した。
韓国では、2000年9月に金正日の特使の一員としてソウルを訪問したことでも知られている。1968年の青瓦台襲撃未遂事件で捕虜となって韓国に帰順した金新朝によれば、朴も金新朝と同じく襲撃部隊の生存者であり、追及を逃れて帰国を果たしたのだという。事実であれば当時偵察局要員だったことになるが、1985年以前の詳しい経歴は確認されていない。

## 参考資料
1. ↑  朝鮮反帝老兵委員会とロシア老兵連盟間の協力に関する了解文を調印 — 朝鮮中央通信
2. 1 2 3 4 5  “1·21 청와대 습격사건 생포자 김신조 전격 증언”. 月刊新東亜. (2004年2月) 2018年1月20日閲覧。
3. 1 2 3 4 5 6 7 8 9 10 11 12 13 14  “북한정보포털”.  大韓民国統一部. 2018年1月20日閲覧。
4. 1 2 3  “北朝鮮の朴在慶大将　宣伝扇動担当に復帰”. 聯合ニュース. (2012年2月19日) 2018年1月20日閲覧。